# Emoia battersbyi
Emoia battersbyi är en ödleart som beskrevs av  Joan B. Procter 1923. Emoia battersbyi ingår i släktet Emoia och familjen skinkar. Inga underarter finns listade i Catalogue of Life.